# Onthophagus ensifer
Onthophagus ensifer är en skalbaggsart som beskrevs av Antoine Boucomont 1914. Onthophagus ensifer ingår i släktet Onthophagus och familjen bladhorningar. Inga underarter finns listade i Catalogue of Life.